# Меджимурье (футбольный клуб)
«Меджимурье» (хорв. Nogometni klub Međimurje Čakovec) — хорватский футбольный клуб из города Чаковец. В настоящий момент выступает в «1.ХНЛ», высшем дивизионе чемпионата Хорватии. Клуб основан в июне 2003 года, домашние матчи проводит на стадионе «СРК Младость», вмещающем 8 000 зрителей. В конце сезона 2003–2004 годов футбольный клуб финишировал на вершине лиги, обеспечив переход в Первую лигу Хорватии. Всего в высшем хорватском дивизионе клуб провёл 5 сезонов, лучшим достижением является 9-е место в сезоне 2006/07.
Меджимурье начали свой первый сезон в высшем дивизионе с трёх поражений в первых трёх матчах, а затем обыграли Загреб со счетом 1:0 на выезде в 4 День и одержали свою первую победу в сезоне. После этого они выиграли ещё две в следующих 18 матчах и заняли нижнюю строчку таблицы, поскольку лига разделилась на две группы в марте 2005 года. 

## Знаменитые игроки
- Самир Дуро
- Эдин Шаранович
- Рикардо
- Марьян Вука
- Томислав Дуймович
- Игор Лозо
- Ведран Целишчак
- Векослав Томич
- Даниэл Штефули
- Марко Яньетович